# Saint-Étienne-sur-Suippe
Saint-Étienne-sur-Suippe je francouzská obec v departementu Marne v regionu Grand Est. Žije zde 349 obyvatel.

## Geografie
Obec leží na severu departementu Marne u jeho hranic s departementem Ardensko. Přes území obce protéká řeka Suippe.

### Sousední obce
| Růžice kompasu |                  | Poilcourt-Sydney (Ardensko) | Houdilcourt (Ardensko) | Růžice kompasu |
| Růžice kompasu | Auménancourt     | Sever                       | Boult-sur-Suippe       | Růžice kompasu |
| Růžice kompasu | Auménancourt     | Saint-Étienne-sur-Suippe    | Boult-sur-Suippe       | Růžice kompasu |
| Růžice kompasu | Auménancourt     | Jih                         | Boult-sur-Suippe       | Růžice kompasu |
| Růžice kompasu | Bourgogne-Fresne |                             |                        | Růžice kompasu |